# Жовтобрюшка світлоброва
Жовто́брюшка світлоброва (Eremomela icteropygialis) — вид горобцеподібних птахів родини тамікових (Cisticolidae). Мешкає в Африці на південь від Сахари. Виділяють низку підвидів.

## Опис
Довжина птаха становить 10 см, вага 9 г. Верхня частина тіла сіра, хвіст і крила темно-сірі з оливковим відтінком. Над очима вузькі світло-сірі "брови", через очі проходять чорні смуги. Груди сірі, живіт лимонно-жовтий. Дзьоб чорнувати. Виду не притаманний статевий диморфізм. У молодих птахів живіт світліший, ніж у дорослих.

## Підвиди
Виділяють десять підвидів:
- E. i. alexanderi Sclater, WL & Mackworth-Praed, 1918 — від Сенегалу до західного Судану;
- E. i. griseoflava Heuglin, 1862 — від центрального Судану до північно-західного Сомалі і західної Кенії;
- E. i. abdominalis Reichenow, 1905 — від центральної Кенії до північної Танзанії;
- E. i. polioxantha Sharpe, 1883 — східна Ботсвана, південно-східне Зімбабве, південний Мозамбік, північний схід ПАР;
- E. i. helenorae Alexander, 1899 — південна Замбія, південне Малаві, західне Зімбабве, північний Мозамбік;
- E. i. puellula Grote, 1929 — південно-західна Ангола;
- E. i. sharpei Reichenow, 1905 — південна Ангола, північна Намібія, західна і центральна Ботсвана;
- E. i. viriditincta White, CMN, 1961 — північно-східна Намібія, північно-східна Ботсвана, південно-західна Замбія і північно-західне Зімбабве;
- E. i. icteropygialis (Lafresnaye, 1839) — центральна і південна Намібія, південно-західна Ботсвана, північний захід ПАР;
- E. i. saturatior Ogilvie-Grant, 1910 — центр і південь ПАР.

## Поширення і екологія
Світлоброві жовтобрюшки живуть в сухих саванах. Харчуються комахами та іншими безхребетними, яких ловлять на землі і серед рослинності. Гнізда чашоподібні, в кладці 2-4 яйця. Світлоброві жовтобрюшки є територіальними і моногамними.